# 푸앵카레 원판

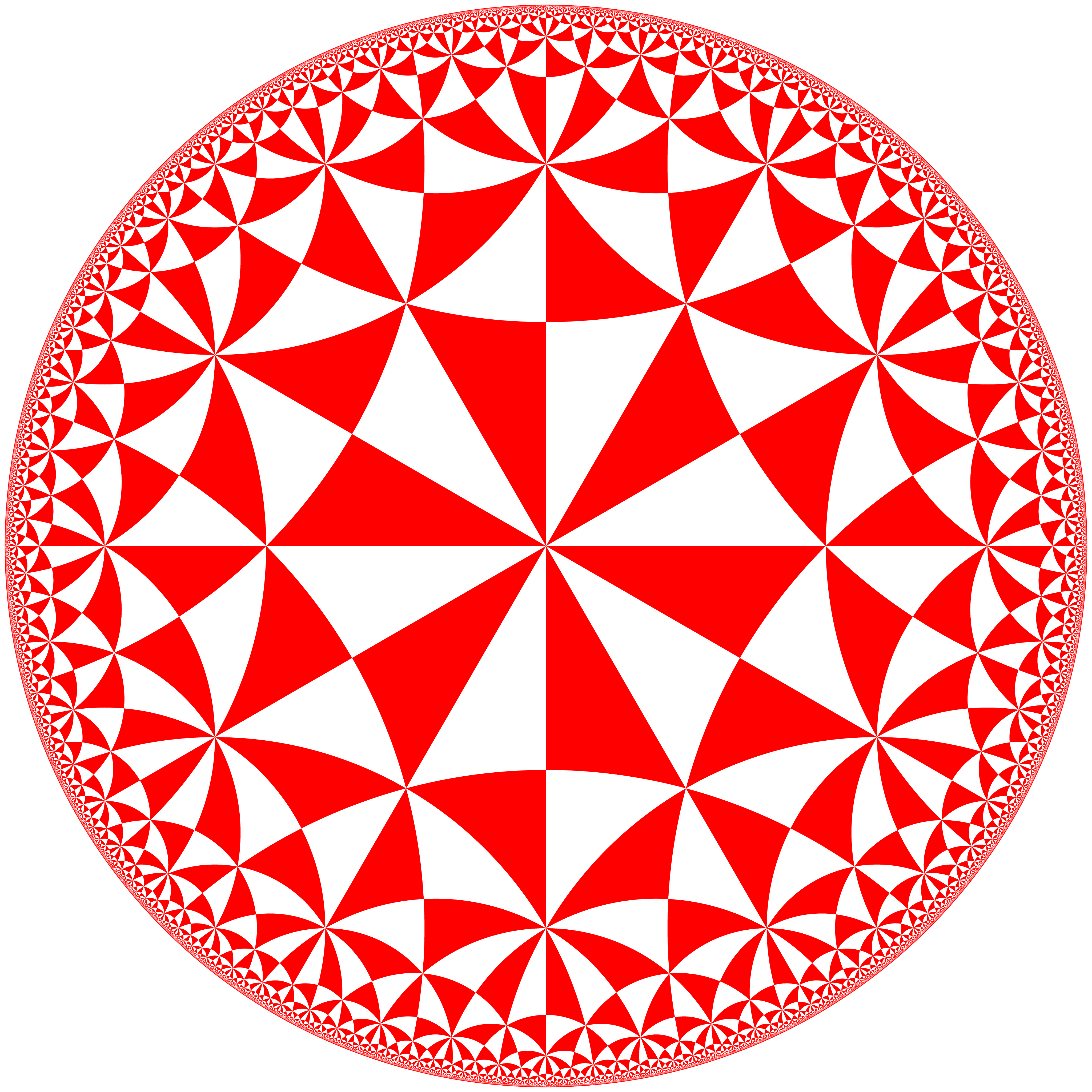
푸앵카레 원판에서의 측지선들.

기하학에서 푸앵카레 원판(영어: Poincaré disc) 또는 푸앵카레 공(영어: Poincaré ball)은 원판 또는 공 모양의 쌍곡공간의 모형이다.

## 역사
앙리 푸앵카레의 이름이 붙어 있으나, 사실 에우제니오 벨트라미가 최초로 도입하였다. 벨트라미는 이 모형으로 비유클리드 기하학의 일관성을 증명하였다.

## 정의
n차원 푸앵카레 공은 다음과 같은 계량이 주어진 단위 열린 공
{\displaystyle B=\left\{x\in \mathbb {R} ^{n}\colon \sum _{i=1}^{n}x_{i}^{2}<1\right\}}
이다. 여기에 주어진 리만 계량은 다음과 같다.
{\displaystyle ds^{2}=4{\frac {\sum _{i=1}^{n}dx_{i}^{2}}{1-\sum _{i=1}^{n}x^{2}}}}
구체적으로, 두 점 {\displaystyle x,y\in B} 사이의 거리는 다음과 같다.
{\displaystyle d(x,y)=\cosh ^{-1}\left(1+{\frac {2\Vert x-y\Vert ^{2}}{(1-\Vert x\Vert ^{2})(1-\Vert y\Vert ^{2})}}\right)}
2차원 푸앵카레 공은 푸앵카레 원판이라고 한다.

## 성질
쌍곡기하학의 기하학적인 개념들은 푸앵카레 공에서 다음과 같이 구현된다.
| 쌍곡기하학적 개념  | 푸앵카레 공에서의 구현               |
| ------------------ | ------------------------------------ |
| 무한대             | 공의 경계 {\displaystyle \partial B} |
| 측지선             | 공의 경계와 수직으로 교차하는 원호   |
| 측지선에 대한 반사 | 원에 대한 반전                       |

## 같이 보기
- 푸앵카레 반평면